# Ivana Miloš
Ivana Miloš est une joueuse de volley-ball croate née le 7 mars 1986 à Rijeka. Elle mesure 1,87 m et joue au poste de centrale. Elle totalise 52 sélections en équipe de Croatie.

## Clubs
| Club                        | De        | À         |
| --------------------------- | --------- | --------- |
| ŽOK Rijeka                  | 2001-2002 | 2009-2010 |
| İqtisadçı VK                | 2010-2011 | 2010-2011 |
| Lokomotiv VK                | 2011-2012 | 2011-2012 |
| Volley 2002 Forlì           | 2012-2013 | 2012-2013 |
| AGIL Volley                 | 2013-2014 | 2013-2014 |
| Bursa BBSK                  | 2014-2015 | 2014-2015 |
| Nilüfer Belediye            | 2015-2016 | 2015-2016 |
| Bursa BBSK                  | 2016-2017 | 2016-2017 |
| Azzurra Volley San Casciano | 2017-2018 | 2017-2018 |
| HAOK Rijeka                 | 2018-2019 | 2018-2019 |
| Pursaklar Belediyesi        | jan 2019  | mai 2019  |
| CSM Târgoviște              | 2019-2020 | …         |

## Palmarès

### Équipe nationale
- Championnat d'Europe des moins de 18 ans
  - Vainqueur: 2003.

### Clubs
- Challenge Cup
  - Vainqueur : 2012, 2015, 2017.
- Championnat de Croatie
  - Vainqueur : 2007, 2008, 2009.
  - Finaliste : 2006.
- Coupe de Croatie
  - Vainqueur : 2005, 2006, 2007, 2008, 2009.
  - Finaliste : 2018.